# 莱茨多夫
莱茨多夫是德国下萨克森州的一个市镇。总面积8.45平方公里，总人口1914人，其中男性947人，女性967人（2011年12月31日），人口密度227人/平方公里。